# Municipio de Jefferson (condado de Muskingum)
El municipio de Jefferson (en inglés: Jefferson Township) es un municipio ubicado en el condado de Muskingum en el estado estadounidense de Ohio. En el año 2010 tenía una población de 1837 habitantes y una densidad poblacional de 331,28 personas por km².

## Geografía
El municipio de Jefferson se encuentra ubicado en las coordenadas 40°6′43″N 82°0′47″O / 40.11194, -82.01306. Según la Oficina del Censo de los Estados Unidos, el municipio tiene una superficie total de 5.55 km², de la cual 5,3 km² corresponden a tierra firme y (4,34 %) 0,24 km² es agua.

## Demografía
Según el censo de 2010, había 1837 personas residiendo en el municipio de Jefferson. La densidad de población era de 331,28 hab./km². De los 1837 habitantes, el municipio de Jefferson estaba compuesto por el 97,28 % blancos, el 0,33 % eran afroamericanos, el 0,05 % eran amerindios, el 0,38 % eran asiáticos, el 0,05 % eran de otras razas y el 1,91 % eran de una mezcla de razas. Del total de la población el 0,33 % eran hispanos o latinos de cualquier raza.